# Uffington (Shropshire)
Uffington est une paroisse civile et un village du Shropshire, en Angleterre.